# Eisenbahnunfall von Miamisburg
Der Eisenbahnunfall von Miamisburg war ein Eisenbahn- und Gefahrgutunfall, bei dem am 8. Juli 1986 unter anderem mit Phosphor und Schwefel beladene Güterwagen in Miamisburg im US-Bundesstaat Ohio entgleisten. Da sich die Phosphorladung dabei entzündete, wurde giftiges Phosphorpentoxid freigesetzt. Etwa 410 Personen wurden verletzt und über 25.000 Anwohner evakuiert. Es handelte sich dabei um eine der bislang größten Evakuierungen infolge eines Chemikalienunfalls in den Vereinigten Staaten.

## Ausgangslage
Am 8. Juli 1987 war der Güterzug SLFR („Southland Flyer“) der Baltimore and Ohio Railroad, die sich in Reorganisation zur CSX Transportation befand, auf dem Weg von Detroit nach Cincinnati. Der an diesem Tag 44 Wagen umfassende Zug war in Toronto gebildet und in Detroit von der Canadian Pacific Railroad an die Baltimore and Ohio übergeben worden. Zwei der Wagen beförderten Gefahrgut: Der an 12. Stelle geführte Wagen Natriumhydrogensulfid und der 30. Stelle geführte Wagen etwa 45.000 Liter gelben Phosphor. Die Phosphorladung sollte vom Hersteller ERCO in Varennes (Québec) zu einer Phosphorsäure-Fabrik der Albright-&-Wilson-Gesellschaft des Tenneco-Konzerns auf dem Fernald-Gelände bei Cincinnati transportiert werden. Andere Wagen waren unter anderem mit Schwefel und Mineralölprodukten beladen.

## Unfallhergang
Gegen 16:20 Uhr erreichte der Zug das Ortsgebiet von Miamisburg, einem Vorort von Dayton. Etwa um 16:25 Uhr entgleisten 15 Wagen des Zuges bei Milepost 497,1 am Westufer des Great Miami River auf der Brücke über dessen Zufluss Bear Creek. Die Lokomotive und die ersten 27 Güterwagen, einschließlich des mit Natriumhydrogensulfid beladenen Wagens, hielten südlich der Brücke. Die letzten vier dieser 27 Wagen waren entgleist, blieben jedoch aufrecht stehen. Die folgenden elf Wagen entgleisten und kamen mit gelösten Kupplungen teilweise parallel zueinander auf oder direkt nördlich der Brücke zum Stillstand. Die letzten zwei Wagen entgleisten nicht und blieben nördlich der Brücke stehen.
Mehrere Wagen, darunter der an 30. Stelle des Zuges geführte, mit Phosphor beladene Kesselwagen, wurden bei der Entgleisung so beschädigt, dass Ladung austrat. Unter anderem wies der um etwa 45 Grad seitwärts gekippte Phosphor-Kesselwagen einen 15 cm langen Riss am Boden des Kessels auf, der durch den Abriss von Teilen der Bremsanlage entstand.
Der ursprünglich an Position 33 eingereihte Kesselwagen mit flüssigem Schwefel war infolge der Entgleisung direkt nördlich des Wagens mit dem Phosphor zum Stillstand gekommen. Dieser Wagen wies zwei größere Lecks auf, durch die Schwefel in den Bach Bear Creek floss. Der mit Schmieröl beladene 34. Wagen war ebenfalls so beschädigt, dass seine Ladung teilweise auslief.
Etwa 15 Minuten nach der Entgleisung entzündete sich der gelbe Phosphor durch den Luftkontakt. Bei der Verbrennung des Phosphors wurde giftiges, gasförmiges Phosphorpentoxid gebildet und freigesetzt. Eine bis zu 300 Meter hohe Rauchwolke zog über den Unfallort.

## Brandbekämpfung und Evakuierung
Etwa 17.500 Anwohner wurden am Abend des 8. Juli evakuiert; dennoch wurden rund 250 Personen durch das Einatmen des Gases verletzt. Neun Personen mussten stationär behandelt werden.
Im Laufe des 9. Juli durften zahlreiche Anwohner in ihre Häuser und Wohnungen zurückkehren. Es standen zwar weiterhin Güterwagen in Brand, doch wurde die Situation als stabil eingeschätzt. Allerdings wurde befürchtet, dass der brennende Phosphor mit dem Schwefel aus dem 33. Wagen reagieren könnte. Diese chemische Reaktion produziert hochgiftigen Schwefelwasserstoff. Daher wurde versucht, den brennenden Güterwagen mit der Phosphorladung zu kühlen und zu löschen. Allerdings wurde dabei der Bahndamm aufgeweicht und instabil. Um 18:05 Uhr kippte der Wagen mit dem Phosphor während einer live im Fernsehen übertragenen Pressekonferenz daher um etwa einen halben Meter. Da dadurch mehr Phosphor austrat, wurde der Brand angefacht.
Zudem entwickelte sich am Abend des 9. Juli eine Inversionswetterlage, die dazu führte, dass der Rauch nicht in höhere Luftschichten abzog, sondern in Bodennähe nordostwärts zog. Mindestens 166 weitere Personen erlitten dabei durch giftige Gase Verletzungen; zudem wurde die behördliche Evakuierungsanordnung erneuert und auf über 25.000 Anwohner in Miamisburg, West Carrollton, Moraine und im umliegenden Miami Township erweitert.
Am 10. Juli wurde entschieden, das Phosphor vollständig abbrennen zu lassen. Dies war am 12. Juli 1986 erreicht, als die verbleibenden Brandherde gelöscht werden konnten. Anschließend waren umfangreiche Arbeiten nötig, um kontaminiertes Wasser und Bodenmaterial zu entfernen und zu reinigen.

## Untersuchung
Die Federal Railroad Administration untersuchte den Vorfall und veröffentlichte ihren Untersuchungsbericht am 2. Juli 1987. Auslöser der Entgleisung war demnach eine durch hohe Temperaturen hervorgerufene Gleisverwerfung. Diese war am 8. Juli 1986 bereits beseitigt worden, woraufhin ein Güterzug die reparierte Stelle mit verminderter Geschwindigkeit ohne Schwierigkeiten passierte. Eine während der Reparaturarbeiten bestehende Langsamfahrstelle wurde daraufhin aufgehoben. Als der nächste Güterzug den Gleisabschnitt befuhr, verschoben sich die Schienen jedoch erneut, wodurch mehrere Wagen entgleisten. Das National Transportation Safety Board veröffentlichte seinen vor allem auf die Chemikalienfreisetzung fokussierten Bericht am 29. September 1987.